# Dansk Golf Union
Dansk Golf Union (DGU) er det officielle specialforbund for golfsporten i Danmark. Forbundet havde 30. september 2011 i alt 186 medlemsklubber med samlet 152.801 aktive medlemmer. Derudover havde klubberne registreret 20.174 passive medlemmer. Dansk Golf Union er det andet største forbund under Danmarks Idræts-Forbund, efter fodboldens Dansk Boldspil-Union.
Forbundet er medlem af det internationale forbund International Golf Federation og Danmarks Idræts-Forbund.
Dansk Golf Unions formål er som interesseorganisation for DGU´s medlemmer at virke for golfspillet. DGU skal arbejde for udbredelse og forbedring af muligheder for udøvelse af alle DGU's aktiviteter i Danmark for såvel bredden som eliten, alt under rimelig hensyntagen til natur og miljø.

## Historie
Efter initiativ fra fire golfklubber i Esbjerg, Odense, Helsingør og København blev Dansk Golf Union stiftet i 1931. I 1936 var der 884 registrerede golfspillere fordelt på 8 klubber. Fra 1995 til 2005 steg tallene fra 117 klubber og 74.953 medlemmer, til 154 klubber og 154.382 golfspillere.